# Ananke (mitologia)
Ananke (stgr. Ἀνάγκη Anánkē – potrzeba, łac. Necessitas – konieczność, przymus, nieuchronność) – w mitologii greckiej bogini i uosobienie konieczności, bezwzględnego przymusu, nieuchronności, siły zniewalającej do podporządkowania się wyrokowi przeznaczenia.
W Grecji występowała w teogonii orfickiej. Należała do bóstw pierwotnych. Uchodziła za córkę Hydrosa i Gai. Z Chronosem, który był jej bratem, spłodziła Chaosa, Etera, Ereba. Była także matką Mojr i Adrastei. Jej rzymską odpowiedniczką była personifikacja Necessitas.